# Donna de Varona

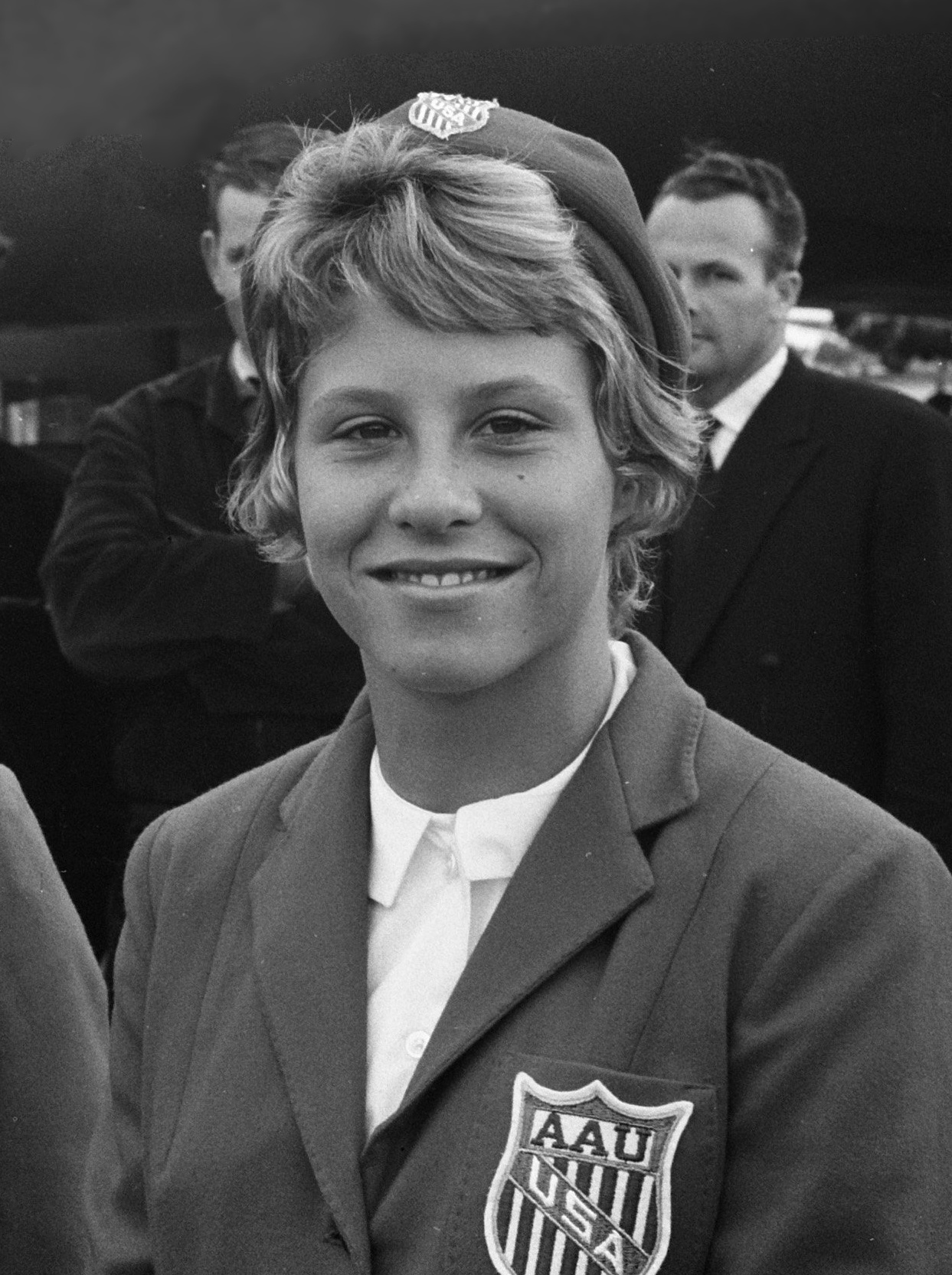
Donna de Varona (1961)

Donna Elizabeth de Varona (* 26. April 1947 in San Diego) ist eine ehemalige US-amerikanische Schwimmerin.
Sie nahm 1960 und 1964 an Olympischen Spielen teil. Bei den Olympischen Spielen 1964 in Tokio wurde sie über 400 m Lagen und mit der 4 × 100-m-Freistilstaffel Olympiasiegerin. Nach diesen Spielen beendete sie ihre Laufbahn und wurde bei ABC Sportkommentatorin. Sie war damit eine der ersten Frauen, die eine solche Position bei einem Fernsehsender bekleideten. Im Jahr 1969 wurde sie in die Internationale Ruhmeshalle des Schwimmsports aufgenommen. 1999 verlieh ihr die United States Sports Academy in Daphne die Ehrendoktorwürde.